# Mnichowy Taras

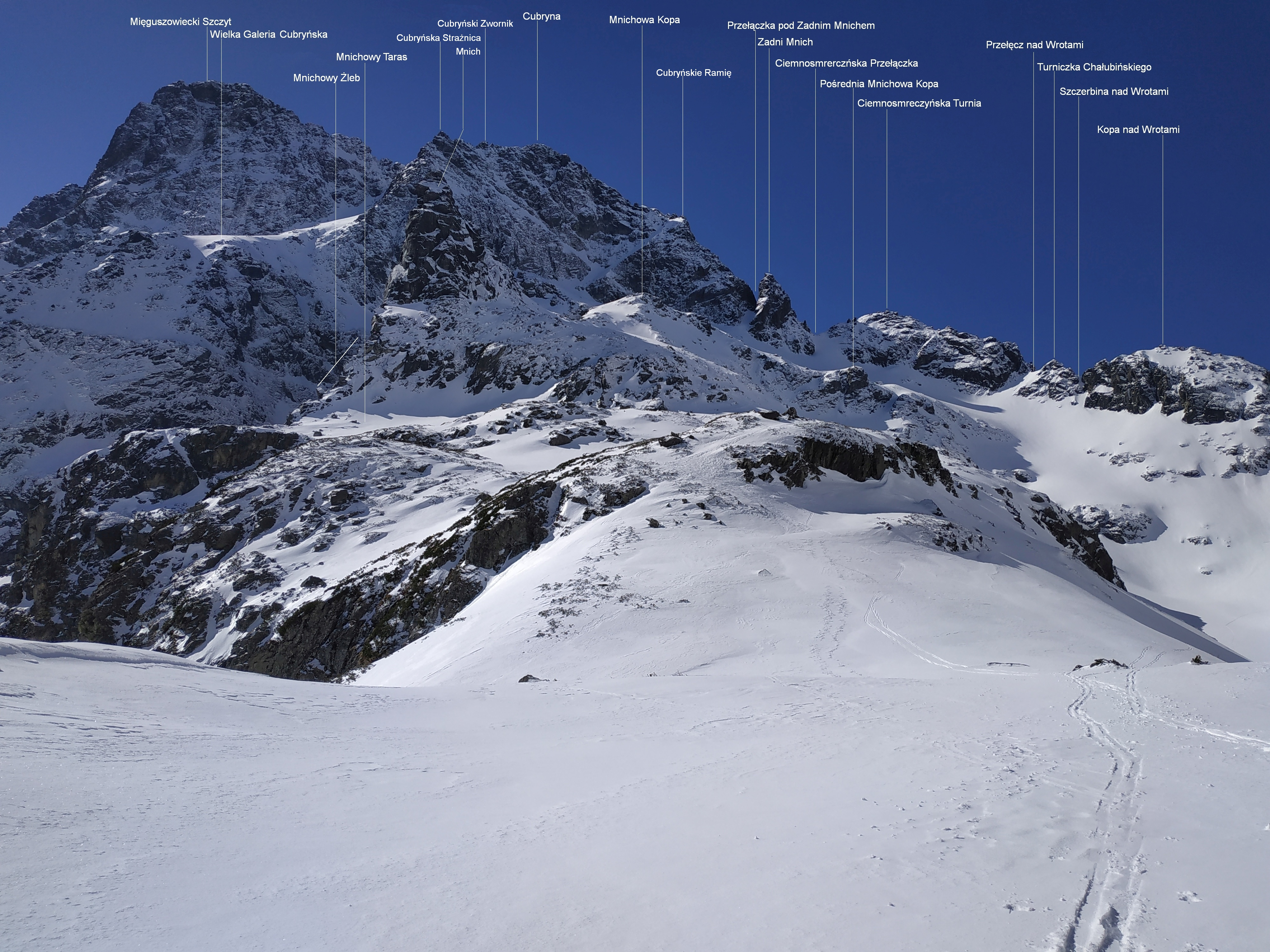

Mnichowy Taras – środkowe piętro Doliny za Mnichem w polskich Tatrach Wysokich. Jest to pofałdowany, pochylony ku północy, skalisto-trawiasty taras na wysokości około 1820–1875 m. Znajduje się na nim 9 Wyżnich Mnichowych Stawków.
Ma kształt mniej więcej równobocznego trójkąta zwróconego wierzchołkiem na północ. Na wierzchołku tym znajduje się porośnięta kosodrzewiną bula o względnej wysokości około 15 m. Boki trójkąta mają długość około 300 m. Od południowej strony nad tarasem wznosi się wałem o wysokości około 80 m urwisko Mnichowych Pleców. Na zachodnią stronę do głównego ciągu Doliny za Mnichem Mnichowy Taras opada częściowo skalistymi, częściowo trawiastymi ściankami o wysokości około 30 m. Na wschodnią stronę do Nadspadów opada ścianami o wysokości około 200 m. Oglądane z dołu wyglądają one jak wybitne turnie, oddzielone są bowiem od siebie dwoma głęboko wciętymi żlebami: Żleb Szecówki i Kuluar Kurtyki. Te pozorne turnie to Mnichowe Baby: Mała Mnichowa Baba, Pośrednia Mnichowa Baba i Wielka Mnichowa Baba. Nie są to jednak turnie, lecz ściany, krawędzie Mnichowego Tarasu są bowiem płaskie i brak w nich jakiegokolwiek pionowego wcięcia.
Nazwę tarasu wprowadził Władysław Cywiński w 8 tomie przewodnika Tatry. Wcześniej Witold Henryk Paryski w Wielkiej encyklopedii tatrzańskiej określał ten obszar jako taras. Gdy stał się on w środowisku taterników popularny, wymyślił nazwę Wyżnia Mnichowa Płaśń i wprowadził ją do encyklopedii. Według W. Cywińskiego nazwa Mnichowy Taras jest bardziej popularna wśród taterników.

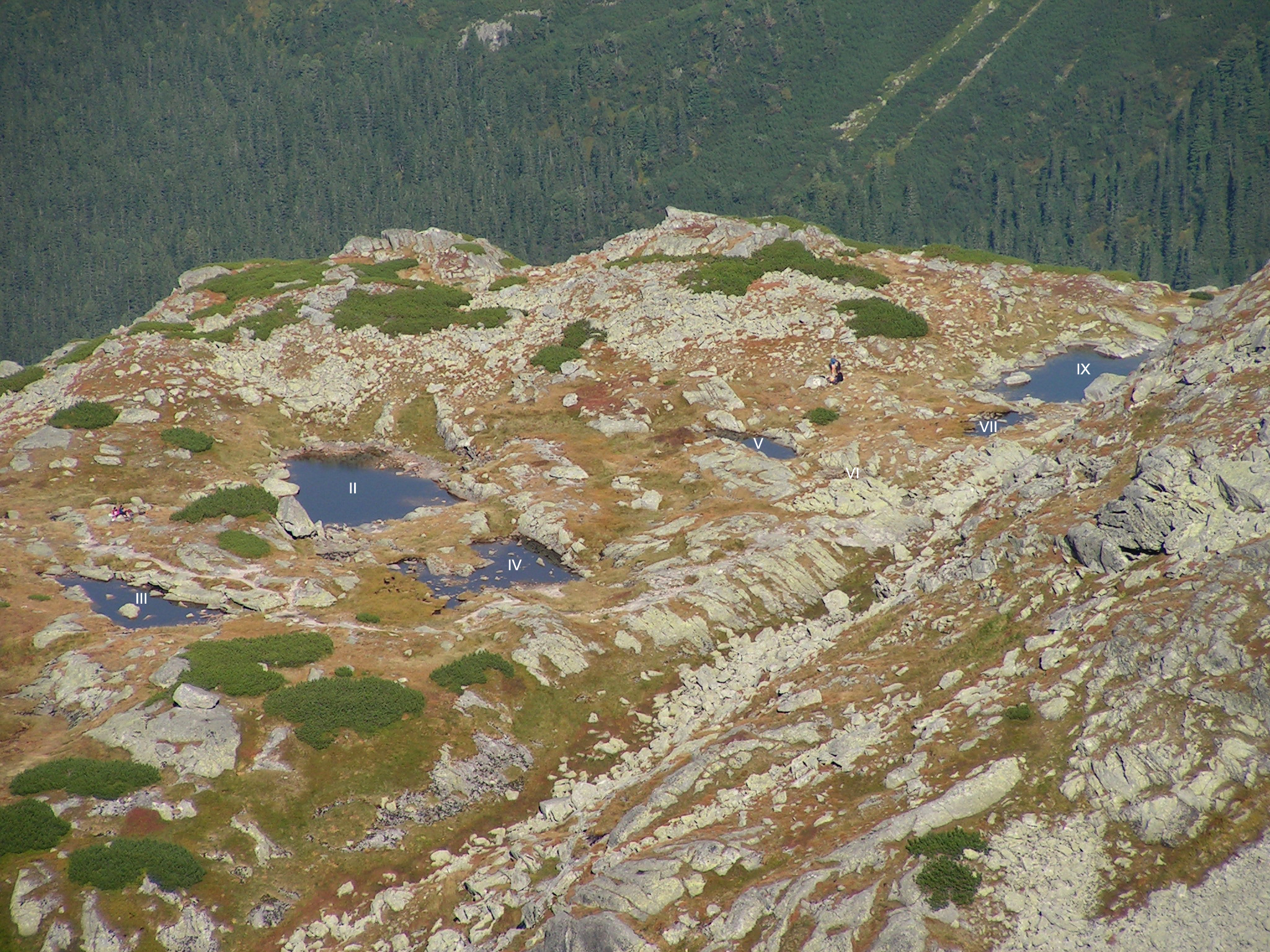
Mnichowy Taras z Wyżnimi Mnichowymi Stawkami